# Stepan Rynkevitch
Stepan Grigorevitch Rynkevitch (russe : Степан Григорьевич Рункевич ; 1867-1924) est un historien de l'Église russe, professeur de l'Université de Saint-Pétersbourg et premier secrétaire du Saint Synode. 

## Fonctions au Synode
Diplômé de l'Académie théologique de Saint-Pétersbourg, il se fait remarquer par ses actions d'évangélisation dans les églises et les lieux publics de Saint-Pétersbourg. Il publie alors Etudiants prédicateurs (1892), puis se lance dans l'édition d'œuvres ecclésiastiques anciennes et modernes à des prix abordables: ce seront les éditions "Narodnaïa Akademia" ("Académie nationale"), qui publieront cinq œuvres entre 1895 et 1898.
Étudiant les archives du diocèse de Minsk, il devient membre de la Commission des archives du Saint-Synode. 
En 1917 et 1918, il prend une part active dans le Conseil Local de la toute la Russie orthodoxe, chargé de réorganiser l'Église pendant la Révolution russe.

## Carrière ultérieure
En 1920-1922, il est membre de la direction générale des coopératives commerciales et artisanales au sein du Conseil suprême de l'économie nationale.

## Œuvres
ses principaux ouvrages sont: 
- Студенты-проповедники ("Etudiants prédicateurs"), Saint-Pétersbourg, 1892
- Материалы для истории минской епархии ("Matériaux pour l'histoire du diocèse de Minsk"), Minsk
- Краткий исторический очерк столетия минской епархии, 1793 - 1893 ("Brève esquisse historique du diocèse de Minsk, 1793-1893"), Minsk, 1893
- История минской архиепископии, 1793 - 1832 ("Histoire du diocèse de Minsk, 1703-1832), Saint-Pétersbourg, 1893
- "Религиозные мотивы в сочинениях Пушкина, ("Les motifs religieux dans les écrits de Pouchkine"), Saint-Pétersbourg, 1897 ou 1899
- Описание документов архива западнорусских униатских митрополитов («Documents écrits des archives des métropolites uniates de la Russie de l'ouest"), 2 vol, 1897-1907
- Приходская благотворительность в СПб ("La charité dans les paroisses de Saint-Pétersbourg"), 1900
- История русской церкви под управлением Святейшего Синода. Том I. Учреждение и первоначальное устройство Святейшего правит. Синода. 1721 - 1725 годы ("Histoire de l'Eglise russe sous la direction du Saint-Synode. Volume 1. Établissement et organisation initiale du Saint-Synode, 1721 - 1725"), Saint-Pétersbourg, 1900: Il s'agit de sa thèse de doctorat; sans contexte son travail le plus important en tant qu'historien. La synthèse d'ampleur sur le sujet sera faite seulement cinquante ans plus tard par l'historien Igor Smolitsch.

## Source
Article du site russe Rulex, inspiré de l'article de l'Encyclopédie Brockhaus et Efron.